# Fekete háromszög (jelvény)

A fekete háromszög

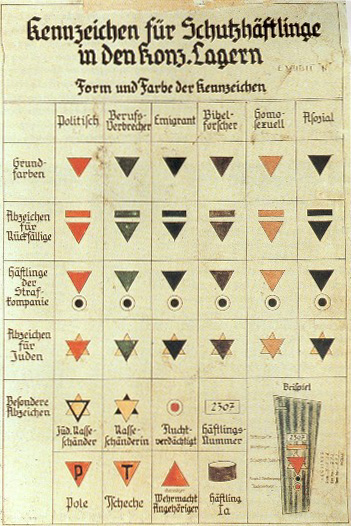
A koncentrációs táborokban hordott szimbólumok.

A fekete háromszög a melegbüszkeség és szolidaritás egy leszbikus vagy feminista szimbóluma.
A szimbólum a Harmadik Birodalom koncentrációs táboraiból származik, ahol minden rabnak jól látható helyen kellett hordania egyet a tábori jelvények közül. A hegyével lefelé fordított fekete háromszöget hordó "aszociálisok" többsége szellemileg visszamaradott, vagy hajléktalan volt, de hordták még rajtuk kívül az alkoholisták, a prostituáltak és mások (pl. értelmiségiek). (Többnyire a cigányokat is fekete-háromszöggel jelölték, de ők később barnát kaptak helyette.)
Bár a korabeli, Hitler által 1935-ben módosított német törvénykönyv 175-ös paragrafusa (amely tiltja a homoszexuális kapcsolatokat, magában foglalva az ölelést, csókot és fantáziákat) nem terjedt ki név szerint a leszbikusokra, a fekete háromszög bizonyítottan az antiszociális személyek jelzésére szolgált. Mivel a náci gondolatrendszer a nőkkel kapcsolatban a gyerekre, a konyhára és a templomra épült, a fekete háromszöget hordó rabok lehettek leszbikusok, prostituáltak, a gyermekszülést elutasító és egyéb „antiszociális” vonásokat mutató nők is.
Fania Fénelon francia írónő szintén megerősíti ezt a Playing for Time című holokauszt-emlékiratában. Fénelon emlékirata leszbikus témákat tartalmaz, és a barakkokban zajló szórakozást a Fekete Háromszög Báljaként említi.
Bármi volt is az ok, a fekete háromszög mára a rózsaszín háromszög párja lett.

## Lásd még
- LMBT szimbólumok

## Bibliográfia
- Zoe, Lucinda. "The Black Triangle," Lesbian Herstory Archives Newsletter [Brooklyn, N.Y.] No. 12 (June 1991): p. 7.

Egy kritikus vita az elképzelésről, hogy fekete háromszögeket használtak a leszbikusok megjelölésére a koncentrációs táborokban a rózsaszín háromszöggel párhuzamos módon valamint a jel a kortárs leszbikus szimbólumként való használata.

## Külső hivatkozások
- A rózsaszín és más furcsa háromszögek eredetének egy rövid magyarázata